# Pierre Spengler
Pierre Spengler (* 5. Juni 1947 in Paris, Frankreich) ist ein international tätiger, französischer Filmproduzent.

## Leben
Spengler begann seine künstlerische Laufbahn, als er im Alter von 15 Jahren zum Theater stieß. Anschließend ging er als junger Erwachsener an die Alliance française, um Sprachstudien zu betreiben. Seine filmische Laufbahn begann er 1964 als Laufbursche. In den folgenden sechs Jahren lernte der Pariser die Branche von der Pike auf kennen und wurde sukzessive als Regieassistent, Schnittassistent und zuletzt als Produktionsassistent bei ambitionierten A-Produktionen wie Die Irre von Chaillot und Le Mans eingesetzt.
1970 holte ihn der erfahrene Filmproduzent Alexander Salkind an seine Seite und setzte ihn in der internationalen Starproduktion Das Licht am Ende der Welt mit Kirk Douglas und Yul Brynner in den Hauptrollen als Produktionsassistent ein. Bei diesem Film fungierte Salkinds Sohn Ilya, nur wenige Wochen jünger als Pierre, als einer von drei Produzenten. Mit Alexander und Ilya Salkind stellte Spengler seitdem eine Reihe von sehr aufwendigen, kostspieligen und multinationalen Filmen her, darunter die beiden ebenso turbulenten wie erfolgreichen Drei-Musketiere-Verfilmungen von Richard Lester, Die drei Musketiere (1973) und Die vier Musketiere – Die Rache der Mylady (1974). 1977 initiierten die Salkinds und Spengler die anfänglich äußerst kassenträchtige Superman-Filmreihe mit Christopher Reeve in der Titelrolle. 
Mitte der 1980er Jahre trennten sich Spenglers und Salkinds Wege. Er produzierte 1988 noch einen Musketier-Nachklapp, der sich aber als längst nicht so erfolgreich erweisen sollte wie die beiden ersten Lester-Adaptionen. In den 1990er Jahren ging Spengler auf den Balkan und stellte in den jugoslawischen Nachfolgestaaten mehrere international produzierte und künstlerisch ambitionierte Filme wie Underground und Golden Valley Sarajewo her. Spenglers spätere, aus Kostengründen ebenfalls häufig auf dem Balkan hergestellte Produktionen waren zumeist B-Filme und besaßen ab Beginn des neuen Jahrtausends oft Trashformat. Durch diese actionhaltigen Stoffe prügelten sich genretypische Darsteller wie Steven Seagal, Jean-Claude Van Damme und Wesley Snipes. Nach 2007 ist Pierre Spengler nur noch selten als Produzent nachzuweisen. 

## Filmografie (Auswahl)
- 1972: Blaubart (Bluebeard)
- 1973: Die drei Musketiere (The Three Musketeers)
- 1974: Die vier Musketiere – Die Rache der Mylady (The Four Musketeers)
- 1976: Die verrückten Reichen (Folies bourgeoises)
- 1977: Der Prinz und der Bettler (Crossed Swords)
- 1978: Superman
- 1980: Superman II – Allein gegen alle (Superman II)
- 1983: Superman III – Der stählerne Blitz (Superman III)
- 1984: Santa Claus
- 1988: Die Rückkehr der Musketiere (The Return of the Musketeers)
- 1990: The Rainbow Thief (ungenannt)
- 1992: Obsession
- 1995: Underground (auch Filmrolle)
- 2001: Snapshots - Bilder der Erinnerung (Snapshots) (auch Filmrolle)
- 2003: Golden Valley Sarajewo (Ljeto u Zlatnoj Dolini)
- 2004: Stratosphere Girl
- 2004: Method – Mord im Scheinwerferlicht (Method)
- 2004: Blessed – Kinder des Teufels (Blessed)
- 2005: 7 Sekunden (7 Seconds)
- 2005: Snuff-Movie
- 2005: Revolver
- 2005: Unleashed – Entfesselt (Danny the Dog)
- 2006: The Detonator – Brennender Stahl (The Detonator)
- 2006: Hard Corps (The Hard Corps)
- 2006: Second in Command
- 2006: Nafaka
- 2006: Fear Factory – Labor der Angst (Incubus)
- 2006: Shadow Man – Kurier des Todes (Shadow Man)
- 2007: Unsichtbarer Feind (Flight of Fury)
- 2007: Pumpkinhead: Blutfehde (Pumpkinhead: Blood Feud)
- 2010: Tirza
- 2011: Süskind
- 2012: Schwermetall Chronicles (Metal Hurlant Chronicles, Fernsehserie)
- 2013: Puzzle
- 2023: We Are Zombies